# Список італійських династій

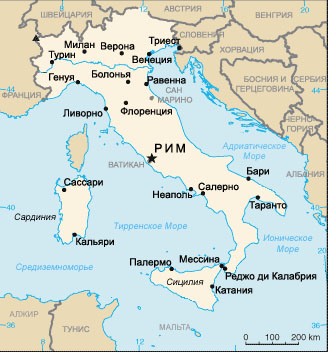
Карта Італії

Список італійських династій включає перерахування видатних родин Італії починаючи з пізнього середньовіччя. Загалом у списку вказано 39 династій.

## Болонья
| Династія   | Титул             | Герб | З'явилася    | Згасла | Примітка |
| ---------- | ----------------- | ---- | ------------ | ------ | -------- |
| Бентівольо | правителі Болоньї |      | XIV століття |        |          |

## Венеція
| Династія    | Титул | Герб | З'явилася  | Згасла | Примітка |
| ----------- | ----- | ---- | ---------- | ------ | -------- |
| Джустініані |       |      |            |        |          |
| Контаріні   |       |      |            |        |          |
| Корнаро     |       |      |            |        |          |
| Моченіго    |       |      |            |        | 8 дожів  |
| Морозіні    |       |      | Х століття |        | 4 дожа   |

## Верона
| Династія  | Титул   | Герб | З'явилася   | Згасла       | Примітка |
| --------- | ------- | ---- | ----------- | ------------ | -------- |
| Ногарола  | графи   |      | X століття  | XX століття  |          |
| Скалігери | подеста |      | XI століття | XIV століття |          |

## Генуя
| Династія  | Титул | Герб | З'явилася | Згасла | Примітка                              |
| --------- | ----- | ---- | --------- | ------ | ------------------------------------- |
| Адорно    |       |      |           |        |                                       |
| Доріа     |       |      |           |        |                                       |
| Грімальді |       |      |           |        | Одна з гілок, яка досі править Монако |
| Спінола   |       |      |           |        |                                       |
| Фієскі    |       |      |           |        |                                       |
| Фрегозо   |       |      |           |        |                                       |

## Мантуя
| Династія | Титул                                                      | Герб | З'явилася     | Згасла         | Примітка |
| -------- | ---------------------------------------------------------- | ---- | ------------- | -------------- | -------- |
| Борромео |                                                            |      |               |                |          |
| Гонзага  | З 1433 року — маркізи (маркграфи), з 1530 — герцоги Мантуї |      | XIII століття | XVIII століття |          |

## Мілан
| Династія    | Титул             | Герб                             | З'явилася    | Згасла       | Примітка |
| ----------- | ----------------- | -------------------------------- | ------------ | ------------ | -------- |
| Вісконті    | герцоги Міланські |                                  | XII століття | XV століття  |          |
| Делла Торре |                   | Файл:Coa fam ITA della torre.jpg | XII століття | XIV століття |          |
| Сфорца      | герцоги Міланські |                                  | XIV століття | XVI століття |          |

## Парма
| Династія | Титул                           | Герб | З'явилася     | Згасла         | Примітка |
| -------- | ------------------------------- | ---- | ------------- | -------------- | -------- |
| Фарнезе  | герцоги Пармські та Пьяченцські |      | XIII століття | XVIII століття |          |

## Рим
| Династія   | Титул | Герб | З'явилася     | Згасла | Примітка        |
| ---------- | ----- | ---- | ------------- | ------ | --------------- |
| Борджіая   |       |      |               |        | 2 римських пап  |
| Каетані    |       |      | X століття    |        | 2 римських пап  |
| Колона     |       |      | XI століття   |        | 1 папа римський |
| Одескалькі |       |      | XIII століття |        | 1 римський папа |
| Орсіні     |       |      | XII століття  |        | 5 римських пап  |

## Риміні та Урбіно
| Династія     | Титул                     | Герб | З'явилася | Згасла | Примітка        |
| ------------ | ------------------------- | ---- | --------- | ------ | --------------- |
| делла Ровере | герцоги урбінські         |      |           |        | 2 папи римських |
| Малатеста    | правителі Риміні          |      |           |        |                 |
| Монтефельтро | правителі Урбіно и Риміні |      |           |        |                 |

## Флоренція і Тоскана
| Династія  | Титул                                                 | Герб | З'явилася    | Згасла         | Примітка        |
| --------- | ----------------------------------------------------- | ---- | ------------ | -------------- | --------------- |
| Альбіцці  |                                                       |      | XIV століття | XV століття    |                 |
| Барберіні |                                                       |      | XI століття  | XVIII століття | 1 папа римський |
| Маласпіна | З 1568 року — князі Маси та Каррари, з 1633 — герцоги |      | XI століття  | XVIII століття |                 |
| Медічі    | герцоги Флоренції, великі герцоги Тосканські          |      | XIV століття | XVIII століття | 4 римських папи |
| Пацці     |                                                       |      |              |                |                 |
| Строцци   |                                                       |      |              |                |                 |
| Сальвіаті |                                                       |      |              |                |                 |

## Сієна
| Династія    | Титул | Герб | З'явилася     | Згасла | Примітка                                     |
| ----------- | ----- | ---- | ------------- | ------ | -------------------------------------------- |
| Боргезе     |       |      | XIII століття |        | 1 папа римський, з XVI століття сім'я у Римі |
| Кіджі       |       |      |               |        |                                              |
| Пікколоміні |       |      |               |        | 2 папи римських                              |

## Феррара
| Династія | Титул     | Герб | З'явилася  | Згасла       | Примітка |
| -------- | --------- | ---- | ---------- | ------------ | -------- |
| Есте     | маркграфи |      | X століття | XIX століття |          |